# مسابقة الكرتون المعادي للسامية الإسرائيلية
مسابقة الكرتون المعادي للسامية الإسرائيلية (תחרות קריקטורות אנטישמיות ישראלית) هي مسابقة بدأها فنانان إسرائيليان كَرَد على رسوم الكارتون التي نشرتها صحيفة يولاندس بوسطن ومسابقة كارتون الهولوكوست التي بدأتها الصحيفة الإيرانية هامشهري.